# Кременчукер арбетер
«Кременчу́кер а́рбетер» (їд. קרעמענטשוקער ארבעטער, укр. «Кременчуцький робітник») — газета мовою їдиш, що виходила в Кременчуці (Полтавська область) упродовж 1933—1941 років. Частота виходу: 5 разів на місяць. Орган Кременчуцького міського комітету КП(б)У та міської ради депутатів.